# Ramon Orfila Pons
Ramon Orfila Pons (Es Mercadal, 3 d'agost de 1949) és un polític menorquí.
S'inicià en política en el Partit del Treball i en la Jove Guàrdia Roja, després d'haver passat abans per l'organització Lluita de Classes i el PCU. En 1968 va patir una detenció domiciliària. El 1981 va ingressar al Partit Socialista de Menorca.
Des del 1999 és alcalde d'Es Mercadal. El 1999 i el 2003 va ser elegit alcalde per la candidatura de s'Acord, una coalició electoral formada pel PSOE, el Partit Socialista de Menorca (PSM) i Esquerra Unida. En ambdues ocasions s'Acord va obtenir la majoria absoluta de regidors. El 2007, la coalició es trencà i va encapçalar la candidatura de l'Entesa per es Mercadal que va treure 4 regidors. En 2010 cedí l'alcaldia al cap de llista del PSOE, Francesc Ametller.
Amb anterioritat, va ser diputat al Parlament de les Illes Balears pel Partit Socialista de Menorca i l'Entesa de l'Esquerra de Menorca. Entre altres càrrecs, va exercir de conseller d'Agricultura del Consell Insular de Menorca. En diverses ocasions, ha exercit de secretari general del Partit Socialista de Menorca.
Està casat amb Tuni Allès i ha estat estretament vinculat al moviment en defensa del Poble Saharauí.